# Grote Prijs van de Etruskische Kust 2008
De Grote Prijs van de Etruskische Kust 2008 (Italiaans: Gran Premio Costa degli Etruschi 2008) werd gehouden op 9 februari in Italië. De wedstrijd ging van San Vincenzo naar Donoratico. De wedstrijd liep uit op een massasprint, waarin Alessandro Petacchi de beste was. Naar aanleiding van dopinggebruik werden nadien alle uitslagen van Petacchi geschrapt, zodat Gabriele Balducci als eindwinnaar werd aangewezen.

## Uitslag
| Grote Prijs van de Etruskische Kust 2008 |                    |                                |            |
| Plaats                                   | Naam               | Ploeg                          | Tijd       |
| Winnaar                                  | Gabriele Balducci  | Acqua & Sapone-Caffè Mokambo   | 4u 50' 10" |
| 2                                        | Francesco Chicchi  | Liquigas                       | z.t.       |
| 3                                        | Danilo Napolitano  | Lampre                         | z.t.       |
| 4                                        | Roberto Ferrari    | LPR Brakes - Ballan            | z.t        |
| 5                                        | Joeri Metloesjenko | Amore & Vita-McDonald's        | z.t.       |
| 6                                        | Baden Cooke        | Team Barloworld                | z.t.       |
| 7                                        | Aleksandr Serov    | Tinkoff Credit Systems         | z.t.       |
| 8                                        | Bernardo Riccio    | Tinkoff Credit Systems         | z.t.       |
| 9                                        | Mattia Gavazzi     | Preti Mangimi-Prisma Stufe     | z.t.       |
| 10                                       | Simone Cadamuro    | Nippo - Endeka                 | z.t        |
|                                          |                    |                                |            |
| 29                                       | Steven de Jongh    | QuickStep                      | z.t.       |
| 49                                       | Sébastien Delfosse | Landbouwkrediet - Tonissteiner | z.t.       |

1997 · 1998 · 1999 · 2000 · 2001 · 2002 · 2003 · 2004 · 2005 · 2006 · 2007 · 2008 · 2009 · 2010 · 2011 · 2012 · 2013 · 2014 · 2015 · 2016 · 2017